# ドイツ (企業)
ドイツ (Deutz AG) は、ドイツ連邦共和国のケルン市ポルツ区に本拠を置く内燃機関メーカーで、同業では世界最古の企業である。以降の説明では、国名のドイツとの混同を避けるため、ドイツ社と表記する。 

## 歴史

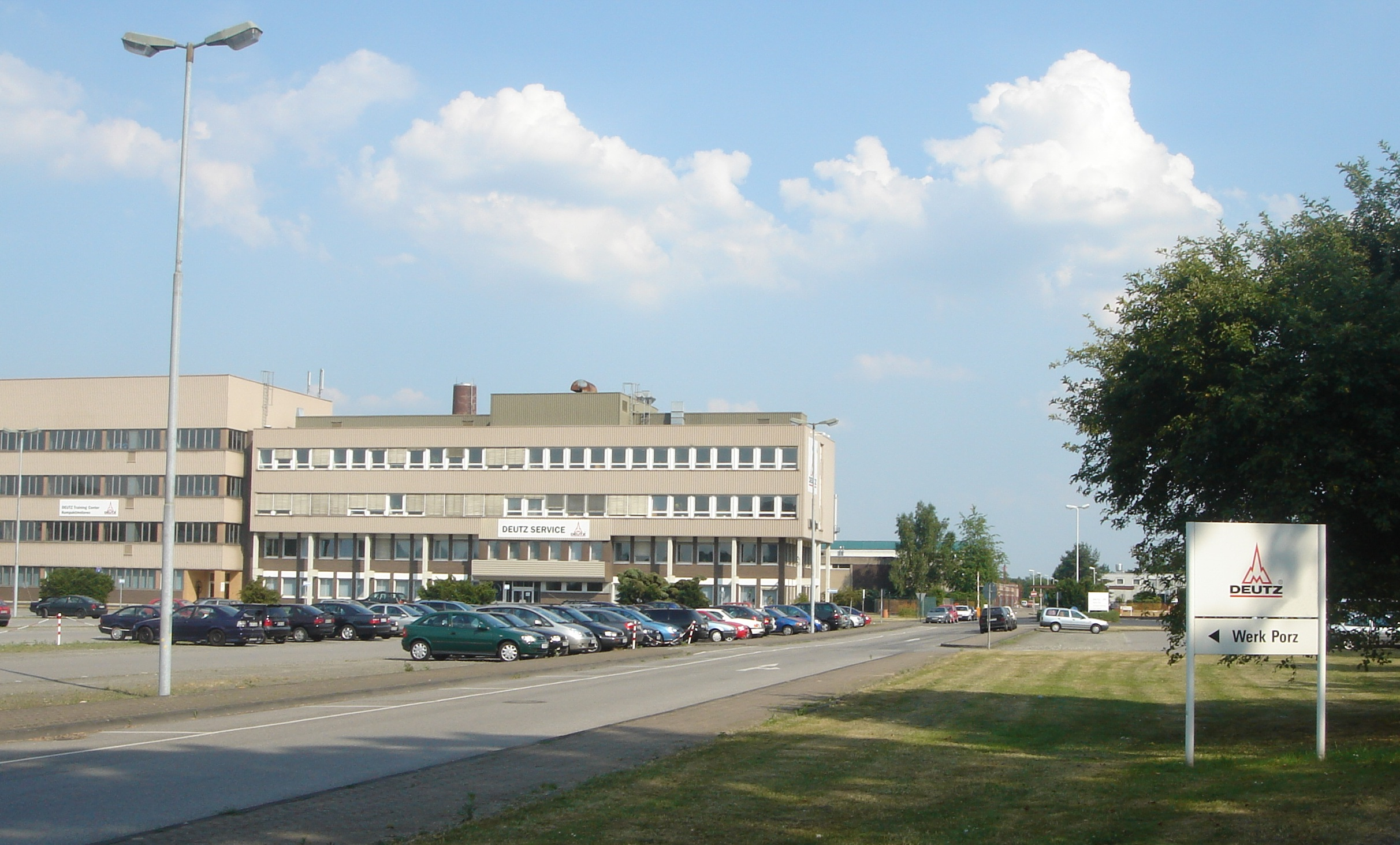
ポルツにあるドイツ社本社工場

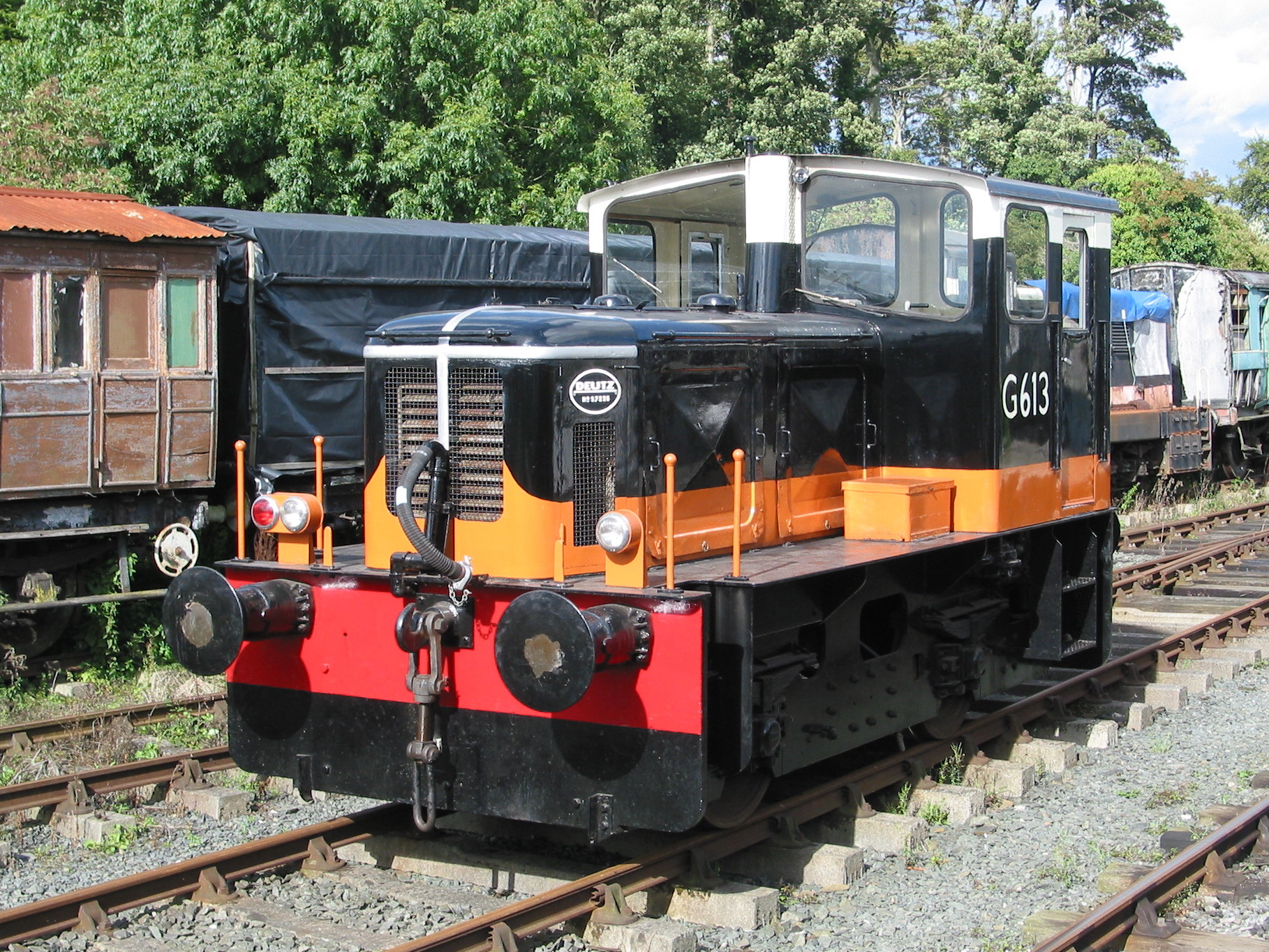
G613型機関車（北アイルランド、ダウンパトリック・アンド・ダウン鉄道）

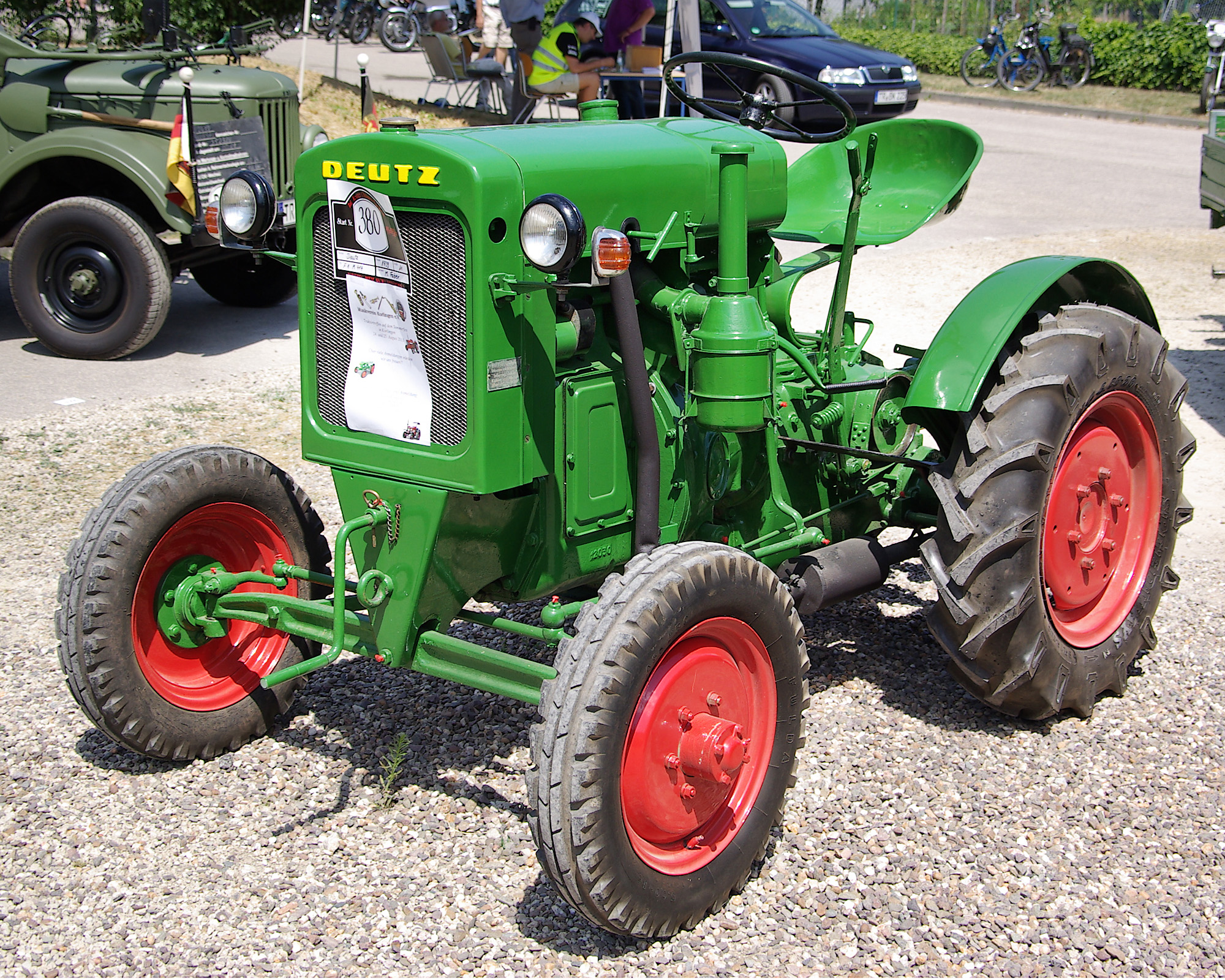
F1 M414型トラクター（1939年製）

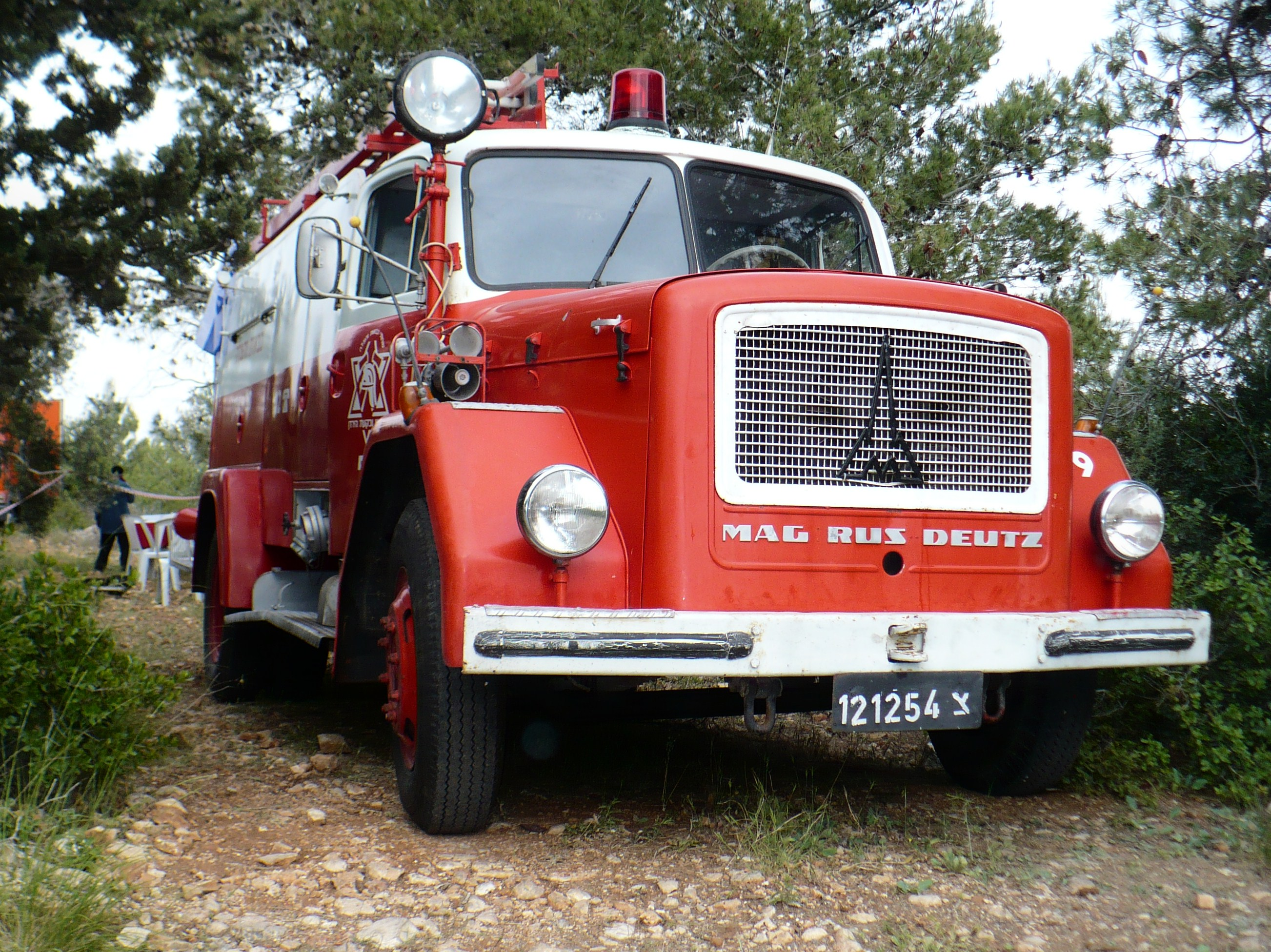
マギルスブランドの消防車（イスラエル）

1864年3月31日に4ストローク機関の発明者として名高いニコラウス・オットーにより設立された N.A. Otto&Cie が起源である。その当時、オットーと共同経営者のオイゲン・ランゲンの興味は自動車用エンジンではなく定置用エンジンの生産にあった。1872年には移動体の動力源となり得る小型内燃機関の開発を夢見るゴットリープ・ダイムラーが技術責任者として入社している。ダイムラーは4ストローク機関の実現にも少なくない貢献をしたが、1870年代半ばには影響力の大きさや自動車実現への熱意を疎んじられてサンクトペテルブルクの工場への移籍を打診され、1880年には志を同じくするヴィルヘルム・マイバッハとともに退職した。ドイツ社は個人用の乗用車ではなく、コンバインやトラクターなどの農業機械の他、トラックやバスなどの商用車の生産に取り組んだ。 
ドイツ社では自動車産業の草創期における著名人が多数働いており、創業者であるニコラウス・オットーとオイゲン・ランゲンの他、 1872年から1880年にかけてはゴットリープ・ダイムラーとヴィルヘルム・マイバッハ、1904年から1908年10月まではプロスパー・ロランジュ、1907年にはエットーレ・ブガッティが在籍していた。また、ロバート・ボッシュも一時期ドイツ社で働いていた。 
N.A. Otto&Cie は1869年に Langen, Otto&Roosen となり、1872年には株式会社化してガスモトーレン・ファブリーク・ドイツ社（Gasmotoren-Fabrik Deutz AG）となった。1921年にモトーレンファブリーク・ドイツ社（Motorenfabrik Deutz AG）に社名を改めた後、1930年にマシーネンバウアンスタールト・フンボルト社（Maschinenbauanstalt Humboldt AG）およびモトーレンファブリーク・オーバーウルゼル社（Motorenfabrik Oberursel AG）と合併してフンボルト・ドイツ・モトーレン社（Humboldt-Deutzmotoren AG）となった。1936年にはファールツォイクファブリーク・C.D.マギルス社（Fahrzeugfabrik C.D.Magirus AG）を買収して1938年に社名をクレックナー・フンボルト・ドイツ社（Klöckner Humboldt Deutz AG、KHD）に改めた。
第二次世界大戦中にはドイツ国防軍の戦車や装軌車両などを生産していたが、1943年7月3日夜から4日未明にかけて行われたケルン大空襲により、工場はほとんど破壊された。 
ドイツ社製エンジンを搭載した商用車は、マギルス・ドイツ (Magirus Deutz) ブランドで販売され、特に1960年代から1980年代には人気を博していたが、1975年に商用車部門をフィアットなどとの合弁会社であるイヴェコに移管した後に撤退した。 
ドイツ社は本社をケルンのポルツ区に置き、2004年の時点では液冷または空冷のディーゼルエンジンを製造していた。大型エンジンは、かつてズートドイチュ・ブレムゼン社 (Süddeutsche Bremsen AG、南ドイツブレーキ社) の工場だった MWM-Diesel のマンハイム工場で製造されていた。この他、スペインなど各国に自社工場、中国に合弁工場を保有していた。ドイツ社による買収後、MWM-Diesel  はドイツ・パワーシステムズ (Deutz Power Systems) となり、マンハイム工場は船舶用エンジンの生産に特化するようになった。現在は、液体燃料またはガス燃料（埋立ガスを含む）のどちらでも運転できる舶用・発電用エンジンを生産している。ドイツ社は1995年に農業機械部門のドイツ・ファール (Deutz-Fahr) をイタリアのSAME社に売却して SAME ドイツ・ファールとなった。  

## エンジン
ドイツ社は出力範囲4-500 kWの空冷・油冷・水冷エンジンを生産している。オーバーホール周期は20,000-30,000時間と非常に長く、高い信頼性が特長である。 
北米でのサービス網の確立は遅かったが、 世界中で交換部品やサービスが利用できる。 
ドイツ社の空冷エンジンは、通常の動作中に冷却水の凍結または沸騰によるトラブルが起こらないため、幅広い用途で使われている。 
また、空冷エンジンよりもラジエーターが小さく済み、同じ出力でよりコンパクトになる油冷エンジンも生産している。この他、オイルクーラーとラジエーターを併用したタンデム構成のエンジンも生産している。 
2007年にはドイツ・パワーシステムズを 3i に売却し、以降はドイツブランドの小型エンジンの生産・販売に集中している。エンジン顧客の製品と競合しうる車両や農機などから撤退したのも、あくまで顧客にエンジンを供給することに徹するためである。 
一方、3i に売却されたドイツ・パワーシステムズは2008年10月1日に MWM (Motoren Werke Mannheim AG、モトーレン・ヴェルケ・マンハイム社) に社名を変更した。この社名はカール・ベンツが創業した Benz & Cie からエンジン事業を分離して設立された Motoren-Werke Mannheim AG に由来する。MWM はクレックナー・フンボルト・ドイツ社による買収を経てドイツ・パワーシステムズとなっていたが、最終的に MWM として復活したことになる。 
2012年、SAME ドイツ・ファールは保有するドイツ社の持分のうち2,200万株以上をボルボに売却した。これにより、ボルボのドイツ社に対する持分は25%を超え、筆頭株主となった。SAME ドイツ・ファールは持分8.4％を引き続き所有した。 
2017年にドイツ社はボート用の統合電気推進システムおよびハイブリッドシステムを専門とするTorqeedo GmbH を買収した。また、同年にボルボは所有するドイツ社株式のすべてを売却した。